# Lažánky (Boemia meridionale)
Lažánky è un comune della Repubblica Ceca facente parte del distretto di Strakonice, in Boemia Meridionale.